# En-š’
En-š’ (čínsky pchin-jinem Ēnshī, znaky 恩施), plným názvem Tchuťiaoský a miaoský autonomní kraj En-š’ (čínsky pchin-jinem Ēnshī Tǔjiāzú Miáozú Zìzhìzhōu, znaky 恩施土家族苗族自治州), je autonomní kraj v Čínské lidové republice. Leží na jihovýchodě provincie Chu-pej, na severu, východě a jihovýchodě hraničí s městem Čchung-čching, na jihozápadě s provincií Chu-nan, na západě s městskou prefekturou I-čchang a na severozápadě s lesním obvodem Šen-nung-ťia.
V celém kraji k roku 2020 žilo téměř tři a půl milionu obyvatel na čtyřiadvaceti tisících čtverečních kilometrech. Nadpoloviční většina obyvatel se hlásí k nečínským národnostním menšinám, při sčítání lidu roku 2010 bylo v kraji napočteno 1 563 tisíc Tchuťiaů, 165 tisíc Miaů a 71 tisíc členů jiných etnik oproti 1 491 tisícům Chanů.

## Správní členění
Autonomní kraj En-š’ se člení na osm celků okresní úrovně, a sice dva městské okresy a šest okresů.
| městský okres · En-š’ městský okres · Li-čchuan okres · Sien-feng okres · Laj-feng okres · Pa-tung okres · Ťien-š’ okres · Che-feng okres · Süan-en |        |                       |             |                                         |
| Název | Název  | Počet obyvatel (2020) | Rozloha km² | Hustota zalidnění (obyv. na km²) (2020) |
| český přepis | znaky  | Počet obyvatel (2020) | Rozloha km² | Hustota zalidnění (obyv. na km²) (2020) |
| Městské okresy |        |                       |             |                                         |
| En-š’ | 恩施市 | 836 781               | 3 957       | 212                                     |
| Li-čchuan | 利川市 | 750 670               | 4 611       | 163                                     |
| Okresy |        |                       |             |                                         |
| Sien-feng | 咸丰县 | 318 827               | 2 513       | 127                                     |
| Laj-feng | 来凤县 | 283 255               | 1 334       | 212                                     |
| Pa-tung | 巴东县 | 395 376               | 3 345       | 118                                     |
| Ťien-š’ | 建始县 | 411 622               | 2 667       | 154                                     |
| Che-feng | 鹤峰县 | 174 650               | 2 894       | 60                                      |
| Süan-en | 宣恩县 | 284 955               | 2 754       | 104                                     |
| |        |                       |             |                                         |
| Celkem | Celkem | 3 456 136             | 24 075      | 144                                     |